# Stare Depułtycze
Stare Depułtycze – wieś w Polsce położona w województwie lubelskim, w powiecie chełmskim, w gminie Chełm. W centrum wsi znajduje się źródło rzeki Uherki. 
W latach 1975–1998 miejscowość administracyjnie należała do województwa chełmskiego. 
Wieś jest sołectwem w gminie Chełm. Według Narodowego Spisu Powszechnego (III 2011 r.) liczyła 161 mieszkańców i była 30. co do wielkości miejscowością gminy.
W miejscowości znajdują się 3 domy z okresu II wojny światowej oraz cmentarz rzymskokatolicki, założony w 1930 r. 
Wierni Kościoła rzymskokatolickiego należą do parafii Wszystkich Świętych w Nowych Depułtyczach.

## Historia
Nazwa Starych Depułtycz ulegała na przestrzeni wieków zmianom i tak w roku 1440 zwano wieś „de Dwiepultycz”. W roku 1504 wieś notowana była jako „Dipoltice Uchaniski”.  Depultyce Ruskie (zwane też szlacheckimi) występują w roku 1786 w opisach map Perthéesa geografa króla Stanisława Augusta. W XV i XVI w. ziemie w Depułtyczach i okolicy wchodziły w skład klucza Uhrowieckiego. Według ksiąg grodzkich chełmskich z 1539 r. między dobrami szlacheckimi a królewskimi zostały usypane kopce graniczne. Uher składał się wówczas z dóbr Weremowice, Brykowiec z dóbr Rohożyce, oraz dóbr Ruskie Depułtycze. Według opisu Słownika geograficznego Królestwa Polskiego Depułtycze Ruskie w ówczesnej gminie Krzywiczki posiadały w roku 1827 19 domów i 128 mieszkańców. 8 lipca 1880 roku miało miejsce wydzielenie z ogólnych dóbr ziemskich Uher oddzielnego majątku Depułtycze Ruskie (Stare) i sprzedaż  Ignacemu Zakrzewskiemu. Drogą sprzedaży sukcesji po zmarłym Zakrzewskim, Depułtycze Ruskie trafiają ponownie do właścicieli dóbr Uher, którymi w roku 1891 byli Fudakowscy. Taki stan zostaje do 1909 roku. Ponownie wydzielone z dóbr Uher przechodzą w roku 1928 w ręce rodziny Podczaskich. Tuż przed sama wojną folwark został oddany w dzierżawę Bolesławowi Nowakowskiemu. Obszar ziem dóbr Depułtycze Ruskie obejmował wtedy  376 ha.

## Dwór i park
Na terenie miejscowości znajduje się dawny ośrodek dworski, powstały w XIX w. Na fundamentach dworu znajduje się budynek należący obecnie do Państwowej Wyższej Szkoły Zawodowej w Chełmie. Po II wojnie światowej obiekt przejęła szkoła podstawowa. Dwór został rozebrany w l. 80. XX w. Nowy budynek szkolny wraz z parkiem w 2004 r. został przejęty przez Państwową Wyższą Szkołę Zawodową w Chełmie. Nowy właściciel dokonał sporych przekształceń założenia parkowego, między innymi poprzez wycinkę krzewów. Park zajmuje powierzchnię 2,2 ha i częściowo zachowany układ przestrzenny (przede wszystkim fragment alei kasztanowej). Obiekt został wpisany do rejestru zabytków nr. rej. A/178 z 26.07.1995 r. Jako pomniki przyrody chronione są: kasztanowiec biały (objęty ochroną w 1987 r., obwód 347 cm) oraz dąb szypułkowy (objęty ochroną również w 1987 r., obwód 435 cm).